# Africodytes silvestris
Africodytes silvestris är en skalbaggsart som först beskrevs av Bilardo och Pederzani 1978.  Africodytes silvestris ingår i släktet Africodytes och familjen dykare. Inga underarter finns listade i Catalogue of Life.